# Trichiosoma kontuniemii
Trichiosoma kontuniemii är en stekelart som beskrevs av Saarinen 1950. Trichiosoma kontuniemii ingår i släktet Trichiosoma, och familjen klubbhornsteklar. Arten har ej påträffats i Sverige.